# Бурка (верхній жіночий одяг)

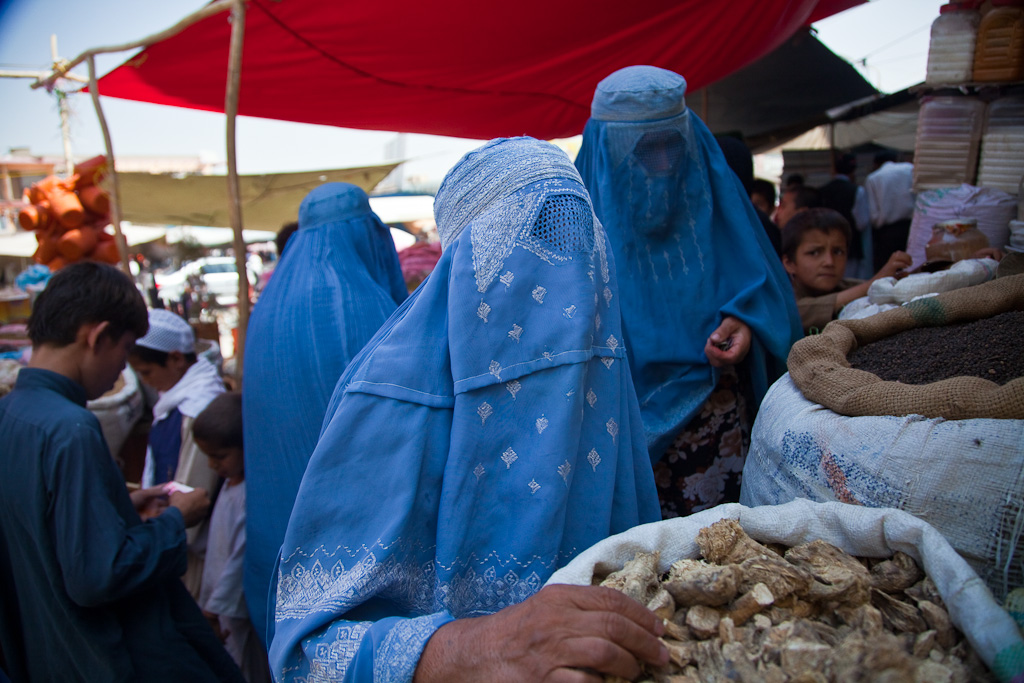
Жінки, які носять бурки

Бу́рка (від араб. برقع) — верхній одяг, що покриває тіло, який жінки носять в деяких ісламських традиціях, щоб прикривати себе на публіці. Покриває тіло і обличчя.
Термін бурка іноді асоціюється з нікабом. У більш точному сенсі, нікаб — це вуаль для особи, яка залишає очі відкритими, в той час як бурка покриває все тіло від верхівки голови до землі, за допомогою сітки на обличчі, що дозволяє власниці бачити перед собою. Бурку також не слід плутати з хіджабом, який зазвичай покриває волосся, шию, але не обличчя.
Бурка та інші види одягу, що закривають обличчя були відомі з доісламських часів, особливо серед пуштунських і арабських жінок. Покриття особи не вважається обов'язковою релігійною вимогою в ісламі. Так само вважає більшість сучасних ісламських правознавців. Частина мусульманських правознавців вважає, що є наслідком якщо відкрите обличчя жінки може викликати спокуси і смуту, то для неї бажано закривати обличчя.
На 2019 рік в 14 країнах заборонено носити бурку в громадських місцях, включаючи Австрію, канадську провінцію Квебек, Данію, Францію, Бельгію, Таджикистан, Латвію, Болгарію, Камерун, Чад, Республіки Конго, Габон, Нідерланди, Марокко і Шрі-Ланка.

## Інше
- Від назви одягу утворене слово «буркіні», яким називають максимально закритий купальний костюм.
- Буркою також називають опончу.